# Christopher Poole
Christopher Poole (Nueva York, 1988) es un empresario de Internet estadounidense conocido por fundar los sitios web 4chan y Canvas. En un principio comenzó en 4chan como anónimo, bajo el seudónimo moot (siempre escrito con minúscula).

## Impacto y actividad
En 2008, Leopoldo Godoy de la señal televisiva brasileña TV Globo llamó al 4chan de Poole "la zona cero de la cultura web occidental". En abril de 2009, Poole fue votado como la persona más influyente del mundo de 2008 por una encuesta de Internet abierta realizada por la revista Time. Los resultados fueron cuestionados incluso antes de la encuesta completa, ya que se utilizaron los programas de voto automatizados y pucherazo manual para influir en el voto. La interferencia de 4chan con el voto parecía cada vez más probable, cuando se descubrió que la lectura de la primera letra de los primeros 21 candidatos en la encuesta anunció una frase que contiene dos memes 4chan: "MARBLECAKE. ALSO, THE GAME".
El 12 de septiembre de 2009, Poole dio una charla sobre por qué 4chan tiene una reputación de ser un "Meme Factory" en el Paraflows Symposium en Viena, Austria, que era parte del festival Paraflows 09, de temática urbana de Hacking. En esta charla, Poole atribuye principalmente esto al sistema del anonimato, y la falta de conservación de los datos en el sitio ("El sitio no tiene memoria").